# 속도위반 결혼 (드라마)
《속도위반결혼 (できちゃった結婚)》은 2001년 7월 2일 ~ 2001년 9월 10일까지 후지 TV에서 방송된 드라마. 시간은 매주 월요일 밤 9시 ~ 9시 54분까지 방송, 총 11회. 주연은 타케노우치 유타카, 히로스에 료코. 평균 시청률 15.9%, 최고 시청률 21.8%를 기록하는 기염을 토한 바 있다.

## 등장인물
- 히라오 류스케: 다케노우치 유타카
- 코타니 치요: 히로스에 료코
- 코타니 아키 : 이시다 유리코
- 코타니 잇테츠 : 치바 신이치
- 카와쿠치 에이타로 : 아베 히로시

## 줄거리
히라오 류스케는 친구 에이타로, 친구이자 에이타로의 여자친구 아키, 아키의 여동생 치요와 괌으로 놀러간다. 히라오는 밤산책에서 치요를 우연히 만나 이런 저런 얘기를 나누고 그러다가 둘의 맘은 통한다. 돌아와 각자의 일상으로 흩어져 바쁘게 살던 어느날, 히라오는 치요에게서 임신했다는 소식을 듣게 된다. 처음엔 히라오, 치요, 아키, 에이타로 모두 당황하고 곤혹스러워하지만 두사람은 서로 힘을 합쳐 아이를 키우기로 한다. 치요와 아키의 아버지인 코타니 잇테츠는 히라오와 치요가 혼전 임신으로 인해 어쩔 수 없이 결혼하는 것으로 생각하여 심하게 반대한다. 반대하는 또 다른 이유는 사랑스럽고 순진하게만 봤던 딸 치요의 경망스런 행동에 대한 실망감 때문이었다. 여러 가지 문제가 생기기도 하지만 주변 사람들의 도움을 받아 해결해 나간다. 결혼이 쉽게 되지 않지만 치요는 결혼을 하건 못하건 아이는 낳아서 잘 키우겠다고 결심하고 아버지 이테츠도 딸 치요를 다시 보게된다. 여기에 히라오가 직업적으로 크게 성공할 기회가 오는데 이 때문에.....

## 주제곡, 삽입곡
- 주제가: IS IT YOU? / hitomi
- 삽입곡: Your eyes only〜曖昧なぼくの輪郭〜 / EXILE

## 시청률
| 화수 | 방영일          | 시청률 |
| ---- | --------------- | ------ |
| 1    | 2001년 7월 2일  | 21.8%  |
| 2    | 2001년 7월 9일  | 18.6%  |
| 3    | 2001년 7월 16일 | 15.8%  |
| 4    | 2001년 7월 23일 | 16.7%  |
| 5    | 2001년 7월 30일 | 14.5%  |
| 6    | 2001년 8월 6일  | 15.6%  |
| 7    | 2001년 8월 13일 | 13.2%  |
| 8    | 2001년 8월 20일 | 12.8%  |
| 9    | 2001년 8월 27일 | 13.3%  |
| 10   | 2001년 9월 3일  | 12.6%  |
| 11   | 2001년 9월 10일 | 18.1%  |
| 평균 | 평균            | 15.9%  |

## 같이 보기
- 샷건 웨딩